# Цинь-цзун (династия Сун)
Цинь-цзун (кит. 欽宗, личное имя — Чжао Хуань (кит. 趙桓) 23 февраля 1100— 14 июня 1161) — 9-й китайский император империи Северная Сун в 1126—1127 годах, посмертное имя — Жэнь Сяо-хуанди (кит. 仁孝皇帝).

## Биография
Происходил из императорского рода Чжао. Сын императора Хуэй-цзуна. При рождении получил имя Дань, а в 1102 году сменил его на Хуань. Взошел на престол в 1126 году после отречения своего отца, причиной которого было внезапное нападение чжурчжэней. Новый император попытался организовать оборону северных земель и столицы Кайфэна, но ему не хватило опыта и поддержки со стороны военных. Другим фактором было то, что среди чиновников преобладали выходцы из южных префектур. Они не считали нужным тратить силы и средства для обороны севера. В то же время Цзинь-цзун проявил себя нерешительным и доверчивым. В 1127 году, поверив клевете, снял с должности талантливого полководца Ли Гана, чем сразу воспользовались враги. Наконец, чжурчжэни в 1127 году вторглись в Китай, разбили сунскую армию, впоследствии внезапно захватили Кайфэн, а вместе с тем бывшего императора Хуэй-цзуна и действующего Цзинь-цзуна.
В 1128 году Цинь-цзуна вместе с отцом и десятком чиновников отправили в столицу чжурчжэней в Яньцзин, а в 1130 году сослали на север в Хуэйнинфу. Только в 1141 году бывшему императору выделили надел на территории современной провинции Ганьсу и предоставили титул гуна (вроде герцога). Вместе с тем он находился в положении заложника. Не имея возможности свободно передвигаться, все время проводил в полученном имении, где и умер 14 июня 1161 года